# Utetheisa arcuata
Utetheisa arcuata är en fjärilsart som beskrevs av Charles Oberthür 1911. Utetheisa arcuata ingår i släktet Utetheisa och familjen björnspinnare. Inga underarter finns listade i Catalogue of Life.